# Base Virtual Internacional de Autoridade
A Base de Autoridade Internacional Virtual (em inglês: Virtual International Authority File, VIAF) é um ficheiro de autoridade internacional. É um projeto conjunto de várias bibliotecas nacionais e operado pelo Online Computer Library Center (OCLC).

## História
A discussão sobre a existência de uma autoridade internacional comum começou no final do século 19. Depois de uma série de tentativas fracassadas de chegar a um arquivo de autoridade comum único, a nova ideia era vincular as autoridades nacionais existentes. Isso apresentaria todos os benefícios de um arquivo comum sem exigir um grande investimento de tempo e despesas no processo.
O conceito VIAF foi apresentado no Congresso Mundial de Bibliotecas e Informações de 2003, organizado pela Federação Internacional de Associações de Bibliotecas. O projeto foi iniciado pela Biblioteca do Congresso dos Estados Unidos (LC), pela Biblioteca Nacional Alemã (DNB) e pela OCLC em 6 de agosto de 2003. A Bibliothèque nationale de France (BnF) juntou-se ao projeto em 5 de outubro de 2007.
O projeto passou a ser um serviço da OCLC em 4 de abril de 2012.
O objetivo é vincular os arquivos de autoridade nacional (como o Arquivo de Autoridade de Nomes Alemão) a um único arquivo de autoridade virtual. Nesse arquivo, registos idênticos de diferentes conjuntos de dados são vinculados. Um registo VIAF recebe um número de dados padrão, contém os registos primários "veja" e "veja também" dos registos originais e se refere aos registos de autoridade originais. Os dados são disponibilizados online e estão disponíveis para pesquisa e intercâmbio e compartilhamento de dados. A atualização recíproca usa o protocolo Open Archives Initiative Protocol for Metadata Harvesting (OAI-PMH).
Os números dos arquivos também estão sendo adicionados aos artigos biográficos da Wikipedia e são incorporados ao Wikidata.
Christine L. Borgman agrupa o VIAF com o Identificador de Nomes Padrão Internacional e os sistemas ORCID, descrevendo todos os três como "esforços coordenados para padronizar as formas dos nomes". Borgman caracteriza todos os três sistemas como tentativas de resolver o problema de desambiguação do nome do autor, que cresceu em escala conforme a quantidade de dados se multiplica.  Ela observa que o VIAF, ao contrário dos outros dois sistemas, é liderado por bibliotecas, ao contrário de autores ou criadores individuais. 

## Agrupamentos VIAF
O algoritmo de agrupamento do VIAF é executado todos os meses. À medida que mais dados são adicionados das bibliotecas participantes, grupos de registos de autoridade podem se aglutinar ou se dividir, levando a alguma flutuação no identificador VIAF de certos registos de autoridade.

## Bibliotecas e organizações participantes
| Nome da entrada Wikipédia em Português                                   | Identificador | Nome do idioma nativo | Local                   | País            |
| ------------------------------------------------------------------------ | ------------- | --- | ----------------------- | --------------- |
| Bibliotheca Alexandrina                                                  | EGAXA         | em árabe: مكتبة الإسكندرية | Alexandria              | Egipto          |
| Biblioteca Nacional de Chile                                             | BNCHL         | em castelhano: Biblioteca Nacional de Chile | Santiago                | Chile           |
| Biblioteca Nacional de España                                            | BNE           | em castelhano: Biblioteca Nacional de España | Madrid                  | Espanha         |
| Biblioteca Nacional de Portugal                                          | PTBNP         | em português: Biblioteca Nacional de Portugal | Lisboa                  | Portugal        |
| Bibliothèque et Archives nationales du Québec                            | B2Q           | em francês: Bibliothèque et Archives nationales du Québec | Quebec                  | Canada          |
| Bibliothèque nationale de France                                         | BnF           | em francês: Bibliothèque nationale de France | Paris                   | France          |
| Bibliothèque Nationale du Royaume du Maroc (BNRM)                        | MRBNR         | em árabe: المكتبة الوطنية للمملكة المغربية em francês: Bibliothèque nationale du Royaume du Maroc                                                                          | Rabat                   | Morocco         |
| Biografisch Portaal                                                      | BPN           | em neerlandês: Biografisch Portaal | Haia                    | Holanda         |
| Biblioteca Britânica                                                     |               | – | Londres                 | Inglaterra      |
| Danish Agency for Culture and Palaces                                    |               | em dinamarquês: Kulturstyrelsen | Copenhagen              | Denmark         |
| Danish Bibliographic Centre                                              | DBC           | em dinamarquês: Dansk BiblioteksCenter | Ballerup                | Dinamarca       |
| Biblioteca Nacional da Alemanha (DNB)                                    | GND           | em alemão: Deutsche Nationalbibliothek | Frankfurt               | Alemanha        |
| International Standard Name Identifier                                   | ISNI          | – | Londres                 | Reino Unido     |
| Museu de Israel                                                          |               | em hebraico: מוזיאון ישראל | Jerusalém               | Israel          |
| Istituto Centrale per il Catalogo Unico                                  | ICCU SBN      | em italiano: Istituto Centrale per il Catalogo Unico | Roma                    | Itália          |
| Lebanese National Library                                                | LNL           | em árabe: المكتبة الوطنية | Beirut                  | Líbano          |
| Library and Archives Canada                                              | LAC           | em francês: Bibliothèque et Archives Canada | Ottawa, Ontário         | Canadá          |
| Library of Congress NACO consortium (Name Authority Cooperative Program) | LCCN          | – | Washington, D.C.        | Estados Unidos  |
| National and University Library in Zagreb                                | NSK           | em croata: Nacionalna i sveučilišna knjižnica u Zagrebu | Zagreb                  | Croácia         |
| National and University Library of Slovenia                              |               | em esloveno: Narodna in univerzitetna knjižnica | Liubliana               | Eslovénia       |
| National Central Library                                                 | NCL CYT       | | Taipé                   | Taiwan          |
| National Diet Library                                                    | NDL           | em japonês: 国立国会図書館 | Tóquio Quioto           | Japão           |
| National Institute of Informatics                                        | NII CiNii     | em japonês: 国立情報学研究所 | Tóquio                  | Japão           |
| National Library Board                                                   | NLB           | – | –                       | Singapura       |
| National Library of Australia                                            | NLA           | – | Camberra                | Austrália       |
| Biblioteca Nacional do Brasil                                            | BLBNB         | em português: Biblioteca Nacional do Brasil | Rio de Janeiro          | Brazil          |
| National Library of Catalonia                                            | BNC           | em catalão: Biblioteca de Catalunya | Barcelona               | Espanha         |
| National Library of Estonia                                              | ERRR          | em estoniano: Eesti Rahvusraamatukogu | Tallinn                 | Estónia         |
| National and University Library of Iceland (NULI)                        | UIY           | em islandês: Háskólabókasafn | Reiquiavique            | Islândia        |
| National Library of Ireland                                              | N6I           | em irlandês: Leabharlann Náisiúnta na hÉireann | Dublin                  | Irlanda         |
| National Library of Israel                                               | NLI           | em hebraico: הספרייה הלאומית | Jerusalem               | Israel          |
| Biblioteca Nacional da Coreia                                            | KRNLK         | em coreano: 국립중앙도서관 | Seul                    | Coreia do Sul   |
| National Library of Latvia                                               | LNB           | em letão: Latvijas Nacionālā bibliotēka | Riga                    | Letónia         |
| National Library of Luxembourg                                           | BNL           | em luxemburguês: Nationalbibliothéik Lëtzebuerg em francês: Bibliothèque nationale de Luxembourg                                                                           | Cidade de Luxemburgo    | Luxemburgo      |
| Biblioteca Nacional do México                                            | BNM           | em castelhano: Biblioteca Nacional de México | Cidade do México        | México          |
| National Library of the Netherlands                                      | NTA           | em neerlandês: Koninklijke Bibliotheek | Haia                    | Países Baixos   |
| National Library of New Zealand                                          |               | – | Wellington              | New Zealand     |
| Biblioteca Nacional da Noruega                                           | BIBSYS W2Z    | em norueguês: Nasjonalbiblioteket | Trondheim               | Noruega         |
| Biblioteca Nacional da Polónia                                           | NLP           | em polonês/polaco: Biblioteka Narodowa | Varsóvia                | Polónia         |
| Biblioteca Nacional da Rússia                                            | NLR           | em russo: Российская национальная библиотека | São Petersburgo         | Rússia          |
| National Library of Scotland                                             |               | em gaélico escocês: Leabharlann Nàiseanta na h-Alba em scots: Naitional Leebrar o Scotland                                                                                 | Edimburgo               | Escócia         |
| National Library of South Africa                                         |               | em africâner: Staats-Bibliotheek der Zuid-Afrikaansche Republiek | Cidade do Cabo Pretória | África do Sul   |
| Biblioteca Nacional da Suécia                                            | SELIBR        | em sueco: Kungliga biblioteket - Sveriges nationalbibliotek | Estocolmo               | Suécia          |
| National Library of Wales                                                |               | em galês: Llyfrgell Genedlaethol Cymru | Aberystwyth             | País de Gales   |
| National Library of the Czech Republic                                   | NKC           | em tcheco/checo: Národní knihovna České republiky | Praga                   | Republica checa |
| National Széchényi Library                                               | NSZL          | em húngaro: Országos Széchényi Könyvtár | Budapeste               | Hungria         |
| Perseus Project                                                          | PERSEUS       | – | Medford, Massachusetts  | Estados Unidos  |
| RERO (Library Network of Western Switzerland)                            | RERO          | em alemão: Westschweizer Bibliothekverbund em francês: Réseau des bibliothèques de Suisse occidentale em italiano: Rete delle bibliotheche della Svizzera occidentale      | Martigny                | Suíça           |
| Répertoire International des Sources Musicales                           | RISM          | – | Frankfurt               | Germany         |
| Sistema Universitário de Documentação                                    | SUDOC         | em francês: Système universitaire de documentation | –                       | França          |
| Syriac Reference Portal                                                  | SRP           | – | Nashville, Tennessee    | Estados Unidos  |
| Swiss National Library                                                   | SWNL          | em alemão: Schweizerische Nationalbibliothek em francês: Bibliothèque nationale suisse em italiano: Biblioteca nazionale svizzera em romanche: Biblioteca naziunala svizra | Berna                   | Suíça           |
| Narodowy Uniwersalny Katalog Centralny, NUKAT [pl]                       | NUKAT         | em polonês/polaco: Narodowy Uniwersalny Katalog Centralny | –                       | Polónia         |
| Union List of Artist Names – Getty Research Institute                    | ULAN JPG      | – | Los Angeles, California | United States   |
| United States National Agricultural Library                              | NALT          | – | Beltsville, Maryland    | Estados Unidos  |
| United States National Library of Medicine                               |               | – | Bethesda, Maryland      | Estados Unidos  |
| Vatican Library                                                          | BAV           | em latim: Bibliotheca Apostolica Vaticana | –                       | Vatican City    |
| Vlaamse openbare bibliotheken (VLACC): nl                                | VLACC         | em neerlandês: Vlaamse Centrale Catalogus | Bruxelas                | Bélgica         |
| Wikidata                                                                 | WKP           | – | Berlin, Alemanha        | Internacional   |

### Bibliotecas adicionadas para fins de teste
| Nome de entrada da Wikipedia em inglês                    | Identificador | Nome do idioma nativo                                       | Localização | País      |
| --------------------------------------------------------- | ------------- | ----------------------------------------------------------- | ----------- | --------- |
| Biblioteca Nacional da Lituânia                           | LIH           | em lituano: Lietuvos nacionalinė Martyno Mažvydo biblioteka | Vilnius     | Lituânia  |
| Biblioteca Nacional e Universitária da Eslovênia / COBISS | SIMACOB       | em esloveno: Narodna in univerzitetna knjižnica, NUK        | Liubliana   | Eslovénia |